# Wondiye Fikre Indelbu
Wondiye Fikre Indelbu est un athlète handisport éthiopien. Né le 13 février 1988, ce para-athlète concourt principalement dans les épreuves de demi-fond de catégorie T46. Il participe aux Jeux paralympiques d'été de 2012 à Londres, en Angleterre et remporte une médaille d'argent dans l'épreuve masculine du 1 500 mètres - T46. Il s'agit de la première médaille de l'Éthiopie aux Jeux paralympiques. 

## Biographie
Il voit le jour le 13 février 1988. A l'âge de neuf ans, il est privé d'un œil et de la partie inférieure de son bras droit à la suite de l'explosion d'une grenade après une attaque des troupes gouvernementale dans le village de Chole .

## Carrière
Il participe aux Championnats du monde d'athlétisme handisport à Christchurch, Nouvelle-Zélande en 2011 et obtient une médaille d'argent dans l'épreuve masculine du 5 000 mètres - T46. A Londres en 2012, il devient le premier athlète handisport tous sexes confondus à remporter pour l’Éthiopie une médaille lors des Jeux paralympiques . Au terme de Londres 2012, il demande l'asile et devient résident britannique. Il exprime le souhait de représenter la Grande Bretagne lors des Jeux paralympiques d'été de 2016 à Rio. 

## Palmarès

### Jeux paralympiques
- médaille d'argent du 1 500 m T46 aux Jeux paralympiques d'été de 2012 à Londres

### Championnats du monde d'athlétisme handisport
- médaille d'argent du 5 000 m T46 aux Championnats du monde d'athlétisme handisport de 2011 à Christchurch